# 内藤莞爾
内藤 莞爾（ないとう かんじ、1916年8月4日 - 2010年9月17日）は、日本の社会学者。九州大学名誉教授。

## 経歴
- 1916年-静岡県駿東郡原町の臨済宗寺院の長男として生まれる[1]
- 静岡高等学校文科卒業[1]
- 1940年東京帝国大学文学部社会学科卒業[1]
その後、茨城県立水戸第二高等女学校教諭、民族研究所助手を務める[1]
- 1944年-東京帝国大学大学院修了[1]
- 1949年-神戸大学助教授[1]
- 1950年-神戸大学文理学部講師兼九州大学文学部講師[1]
- 1951年-九州大学文学部助教授[1]
- 1965年-九州大学学生部長[1]
- 1970年-九州大学文学部長[1]
- 1974年-「末子相続の研究」で早稲田大学文学博士。同年、第10期日本学術会議会員就任[1]
- 1975年-西日本文化賞受賞[1]
- 1976年-日本社会学会会長[1]
- 1980年-九州大学を定年退官し、名誉教授[1]。その後、立正大学文学部教授[2]を経て、久留米大学文学部非常勤講師[3]を務めた。
- 1990年-勲二等瑞宝章[1]
- 2010年-腎不全のため福岡市博多区の福岡友愛病院で死去[1][4]。

## 著書
- レヴィーブリュール 有斐閣 1959 (人と業績シリーズ)
- 西南九州の末子相続 塙書房 1971 (村落社会調査研究叢書)
- 社会学入門 川島書店 1973
- 末子相続の研究 弘文堂 1973
- 日本の宗教と社会 御茶の水書房 1978.3
- 五島列島のキリスト教系家族 末子相続と隠居分家 弘文堂 1979.2
- 社会学論考 実証研究の道標 御茶の水書房 1980.6
- フランス社会学断章 デュルケム学派研究 恒星社厚生閣 1985.9 (社会学叢書)
- フランス社会学史研究 デュルケム学派とマルセル・モース 恒星社厚生閣 1988.9 (社会学叢書)
- デュルケムの社会学 恒星社厚生閣 1993.9 (社会学叢書)
- デュルケムの近代家族論 恒星社厚生閣 1994.10

## 共編訳
- 社会学史 阿閉吉男共編 学苑社 1952
- 社会学史概論 阿閉吉男共編 勁草書房 1957 (勁草全書)
- 社会学要論 関書院 1957

## 翻訳
- 仏印の村落と農民 上巻 ピエール・グルー 生活社 1945 (東亜研究叢書)
- 社会心理 ジャン・メゾンヌーヴ 白水社 1952 (文庫クセジュ)
- 社会学の基礎概念 マックス・ウェーバー 阿閉吉男共訳 1953 (角川文庫)
- 人材のえらび方 シャルル・プロヴォ 白水社 1956 (文庫クセジュ)
- 聖なるものの社会学 ロジェ・カイヨワ 弘文堂 1971 のちちくま学芸文庫
- デュルケム法社会学論集 恒星社厚生閣 1990.10
- 右手の優越 宗教的両極性の研究 ロベール・エルツ 吉田禎吾,板橋作美共訳 2001.6 (ちくま学芸文庫)